# Walter Dick
Walter Dick (ur. 20 września 1905 w Kirkintilloch, zm. 24 lipca 1989 w Lafayette) – amerykański piłkarz szkockiego pochodzenia, reprezentant kraju.

## Kariera klubowa
Dick rozpoczął karierę zawodową w Armadale F.C. w szkockiej lidze piłkarskiej. W 1923, w wieku siedemnastu lat, przeniósł się do Stanów Zjednoczonych, osiedlając się w Niagara Falls w stanie Nowy Jork. Kiedy przybył, natychmiast zaczął grać z Niagara Falls Rangers. Kierownik Providence Clamdiggers z American Soccer League, zauważył Dicka grającego dla Rangers i zaproponował mu kontrakt.
Dick w latach 1924–1930 grał w Providence przez sześć sezonów. Jednak w 1928 roku drużyna zmieniła nazwę na Providence Gold Bugs. W 1930 roku grupa biznesmenów kierowana przez Harolda Brittana kupiła zespół i przeniosła zespół do Fall River w stanie Massachusetts, gdzie spędził większość sezonu 1930/31. ASL jako Fall River F.C. Zawodnikiem tego zespołu pozostał przez 6 kolejnych sezonów, kiedy to w 1937 przeniósł się do Pawtucket Rangers. To w tym zespole dwa lata później zakończył karierę piłkarską.

## Kariera reprezentacyjna
Walter Dick w 1934 został powołany na Mistrzostwa Świata. Wystąpił w spotkaniu z reprezentacją Włoch przegranym aż 1:7. Był to jego jedyny mecz w reprezentacji USA.
Został w 1989 włączony do National Soccer Hall of Fame.
| Mecze i gole w reprezentacji | Mecze i gole w reprezentacji | Mecze i gole w reprezentacji | Mecze i gole w reprezentacji | Mecze i gole w reprezentacji | Mecze i gole w reprezentacji | Mecze i gole w reprezentacji |
| #                            | Data                         | Miasto                       | Przeciwnik                   | Gol                          | Wynik                        | Rozgrywki                    |
| ---------------------------- | ---------------------------- | ---------------------------- | ---------------------------- | ---------------------------- | ---------------------------- | ---------------------------- |
| 1.                           | 27.05.1934                   | Rzym                         | Włochy                       |                              | 1:7                          | MŚ 1934                      |